# Primera base

Posició del primera base.

Primera base (abreujada 1B), en beisbol, es pot referir a la ubicació de la primera base (anomenada de vegades inicial) o al jugador de l'esmentada posició (anomenat de vegades inicialista). A aquesta posició se li assigna el número 3.